# Mikołaj z Oporowa
Mikołaj z Oporowa herbu Sulima (ur. ok. 1365, zm. 1425) – dostojnik z okresu panowania Władysława Jagiełły, wojewoda łęczycki (1419–1425). 
Był synem Włodzimierza z Oporowa. Jako bliski współpracownik króla uzyskał wiele urzędów, z których najważniejszy to urząd wojewody łęczyckiego. Wokół rodzinnej wsi i lokowanego przez siebie miasteczka Oporów stworzył znaczną posiadłość ziemską, (28 wsi), która stała się podstawą materialną magnackiej pozycji tej rodziny przez 100 lat. Pozostawił sześciu synów, z których najwybitniejsi to Władysław z Oporowa - arcybiskup gnieźnieński oraz Piotr z Oporowa - wojewoda łęczycki.
Był sygnatariuszem pokoju mełneńskiego 1422 roku.